# Filip Schneider
Filip Schneider (ur. 5 sierpnia 1897 w Bukowsku, zm. 26 września 1979 w Sanoku) – uczestnik trzech wojen, legionista, żołnierz AK, działacz PPS, wieloletni pracownik i urzędnik fabryk środków transportu, w tym wagonów, taboru i sprzętu kolejowego.

## Życiorys
Filip Schneider urodził się 5 sierpnia 1897 w Bukowsku jako syn Filipa (ślusarz, kotlarz, tokarz, zm. 1912 w wieku 45 lat) i Marii (Marianny) z domu Solon. Pochodził z rodziny o tradycjach rzemieślniczych. Miał braci Józefa (ur. 1899), Juliana (1901-1902), Tadeusza (ur., zm. 1903), Piotra (ur., zm. 1904), siostrę Marię (ur. 1905). W 1915 jego matka wyszła powtórnie za mąż za Franciszka Hordyskiego.
Ukończył Szkołę Wydziałową, a następnie Szkołę Przemysłową przy Fabryce Maszyn i Wagonów w Sanoku (uczył się w niej do 1914; w jego klasie był Kazimierz Wnękowski)). 7 stycznia 1913 podjął pracę w sanockiej Fabryce Wagonów S.A. Ludwika Zieleniewskiego, w której pracował z przerwami (I wojna światowa, wojna 1918-1921, II wojna światowa 1939-1941) do 1948. Przez trzy lata pracował jako uczeń kotlarski, po czym w 1916 został traserem, a tuż po tym mistrzem kotlarskim, zaś od 1917 do 1918 oraz od 1921 do 1929 był kalkulatorem w biurze zakładowym. Od 1920 był kierownikiem biura fabrycznego. W 1929 został awansowany na stanowisko kierownika technicznego fabryki i pełnił je do 1939.
Był jednym z pierwszych członków sanockiego oddziału Związku Strzeleckiego, założonego w fabryce w 1912 i jego organizatorem. Działał w Polskiej Organizacji Wojskowej. W 1914 przystąpił do PPS.
Podczas I wojny światowej służył w szeregach Legionów Polski. Od listopada 1918 w szeregach Wojska Polskiego brał udział w wojnie polsko-ukraińskiej oraz obronie węzła zagórskiego, za co został odznaczony Krzyżem Ochrony Węzła Zagórskiego. W okresie walk polsko-ukraińskich w listopadzie 1918 w Zagórzu zorganizował się samorzutnie polski Komitet Obrońców Węzła Zagórskiego, składający się z kolejarzy oraz członków Sokoła. W Sanoku 2 listopada sformowano również polski obywatelski 3 Baon Strzelców Sanockich, który rozpoczął systematyczną walkę z Ukraińską Armią Galicyjską, w tym z Strzelcami Siczowymi. Natomiast Sanocka Fabryka Wagonów zorganizowała zbrojne pogotowie z robotników fabrycznych, którzy zbudowali drugi pociąg pancerny o imieniu Kozak. Pociąg ten walczył na odcinku linii kolejowej Zagórz-Olszanica-Ustrzyki Dolne-Krościenko-Chyrów. Od 1920 był członkiem sanockiego gniazda Polskiego Towarzystwa Gimnastycznego „Sokół”.
W 1921 powrócił na wcześniej zajmowane stanowisko w Fabryce Wagonów i pracował na nim przez osiem lat. W latach 1929–1939 Filip Schneider był kierownikiem produkcji fabryki. Po wybuchu II wojny światowej, w okresie kampanii wrześniowej w myśl rozkazu z 7/8 września 1939 brał udział w ewakuacji fabryki na wschód, podczas której pociąg towarowy był ostrzeliwany przez Niemców, po czym dotarł do Stanisławowa 18 września i tam zakończyła się ewakuacja wskutek agresji ZSRR na Polskę. Po nastaniu okupacji niemieckiej 1939-1945 został aresztowany i 6 lutego 1941 osadzony w więzieniu w Sanoku, skąd zwolniono go 14 lutego 1941. Od kwietnia 1941 do sierpnia nadal pracował na swoim stanowisku w sanockiej fabryce pod ówczesną nazwą Zieleniewski Maschinen und Wagonbau-Gesellschaft m. b. H. Werk Sanok. Od marca 1940 działał w Związku Walki Zbrojnej, później został żołnierzem Armii Krajowej, w strukturze oddziału partyzanckiego OP-23, przyjmując pseudonim „Wyżeł” (do organizacji przyjął go Władysław Pruchniak ps. „Ireneusz”, wraz z którym wspólnie działali). Wśród jego zadań była ochrona pracowników fabryki przed wywiezieniem na roboty przymusowe w III Rzeszy.
12 sierpnia 1944 dwa dni po opuszczeniu Sanoka przez wojska niemieckie został wybrany przez załogę do tymczasowego zarządu fabryki. Decyzję tę zatwierdziła następnie Powiatowa Rada Narodowa pismem z dnia 3 października 1944. Był w pierwszej grupie osób przystępujących do odbudowy zniszczonej fabryki. Trzy dni po wkroczeniu do Sanoka Armii Radzieckiej grupa przedwojennych działaczy związkowych jako pierwsza w kraju wznowiła działalność Oddziału Związku Metalowców. Uruchomiono wówczas produkcję prostych narzędzi dla rolnictwa: łopat, pługów, bron, gwoździ, okuć budowlanych, wiader i innych wyrobów metalowych. po włączeniu fabryki do Zjednoczenia Przemysłu Taboru i Sprzętu Kolejowego w Poznaniu i zastąpieniu tymczasowego zarządu przez jednoosobowe kierownictwo Schneider objął stanowisko naczelnego dyrektora
Pierwszym dyrektorem naczelnym został wybrany decyzją Ministerstwa Przemysłu Filip Schneider. Szybko uruchomiono produkcję wagonów kolejowych (węglarki od czerwca 1945), przyczep ciągnikowych i tramwajów (m.in. 15 sztuk dla otwartej w 1948 roku trasy W-Z w Warszawie).
Tuż po wojnie był radnym Miejskiej Rady Narodowej w Sanoku. Równolegle działał na innych polach. Z jego inicjatywa została powołana orkiestra dęta. Po jego wniosku skierowanym do „Tasko” z maja 1946 w Poznaniu zostało wydane zezwolenie na utworzenie trzyletniej Szkoły Przemysłowej przy Fabryce Wagonów w Sanoku, a Schneider był następnie współorganizatorem jej infrastruktury (szkoła działała później jako Technikum Mechaniczne, a obecnie jako Zespół Szkół nr 2 im. Grzegorza z Sanoka w Sanoku). Ponadto przy jego wsparciu czterech pracowników fabryki 17 września 1946 założyło klub sportowy „Wagon Sanok”, a Schneider był jego prezesem klubu w latach 1948-1949 (od 1949 funkcjonuje jako Stal Sanok). 27 marca 1947 razem z m.in. burmistrzem Michałem Hipnerem, wiceburmistrzem Józefem Bubellą, dyrektorem Muzeum Ziemi Sanockiej Stefanem Stefańskim, działaczem PPS Romanem Baczyńskim, przed kamienicą służącą za siedzibę 8 Drezdeńskiej Dywizji Piechoty witali przybyłego z Krosna generała Karola Świerczewskiego, który następnego dnia poniósł śmierć pod Jabłonkami. 30 listopada 1948 został zwolniony z funkcji dyrektora fabryki (w tym czasie jako działacz PPS miał preferować działaczy swojej partii i być nieprzychylnie traktowany przez działaczy Polskiej Partii Robotniczej. Wcześniej, 1 kwietnia 1948. zrezygnował z władz partyjnych (wraz z nim ustąpili inni działacze, m.in. Andrzej Szczudlik, Roman Baczyński).
W kolejnych latach pracował w innych zakładach na terenie Polski. w Zakładach Mechanicznych w Elblągu (kierownik obsługi technicznej od listopada 1948), Konstalu w Chorzowie (szef produkcji, potem dyrektor techniczny od stycznia 1949 do 1950), Fabryce Cegielskiego (wówczas Zakłady Metalowe im. Józefa Stalina) w Poznaniu (dyrektor fabryki od lipca 1950 do maja 1951), w Zjednoczeniu Przemysłu Motoryzacyjnego (od maja do sierpnia 1951), oraz Fabryce Wagonów „Świdnica” w Świdnicy (zastępca dyrektora do spraw technicznych 1951-1954). W latach 1954–1960 pracował w Zjednoczeniu Przemysłu Taboru i Sprzętu Kolejowego „Tasko” w Poznaniu, skąd w międzyczasie został delegowany w 1957 i w 1958 do pracy w Korei Północnej, gdzie uruchamiana była fabryka wagonów. W 1960 przeszedł na rentę, a w 1960 na emeryturę. Osiadł w Sanoku.
Filip Schneider zmarł 26 września 1979 i został pochowany w grobowcu rodzinnym na Cmentarzu Posada w Sanoku.

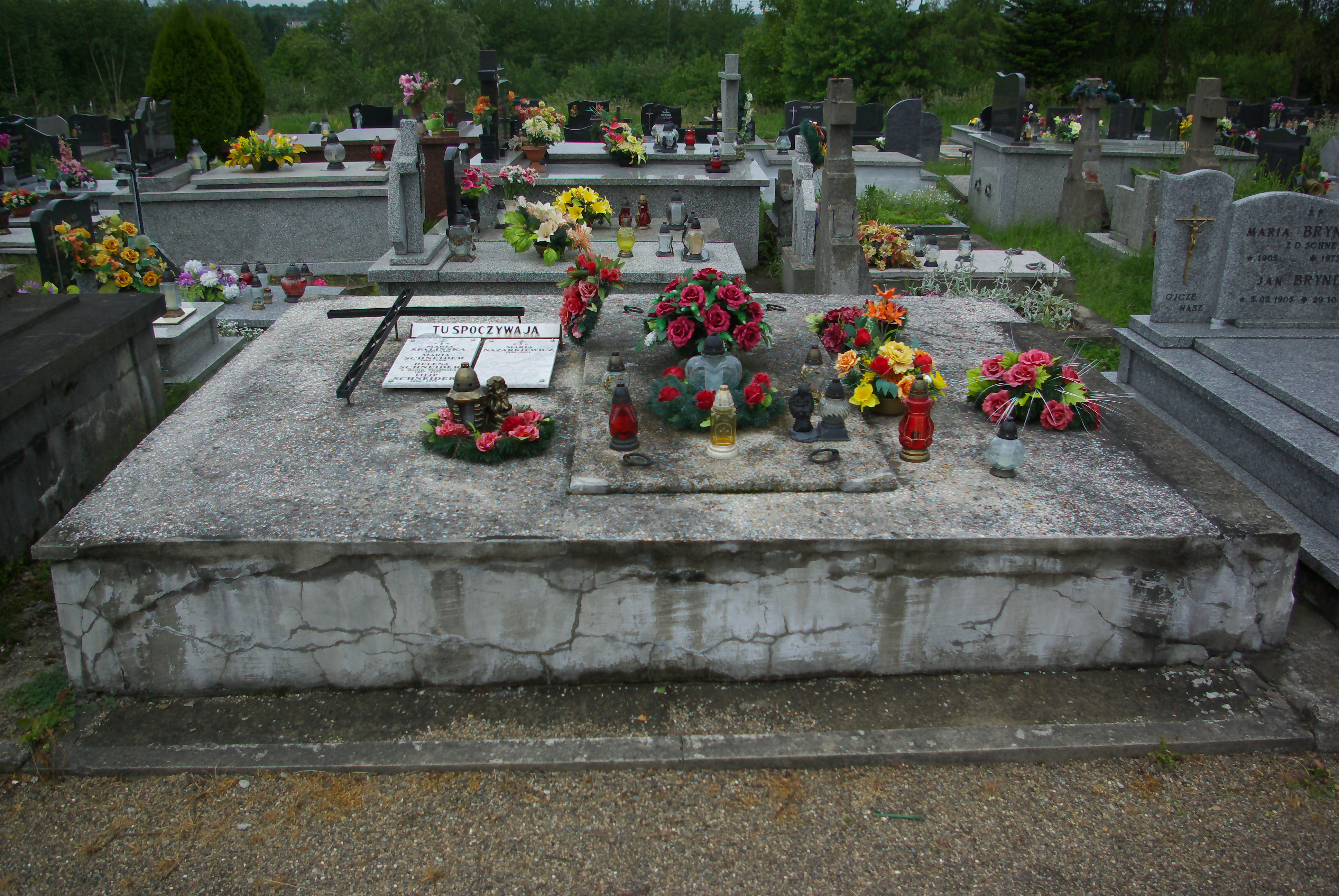
Grobowiec rodziny Schneider (2014)

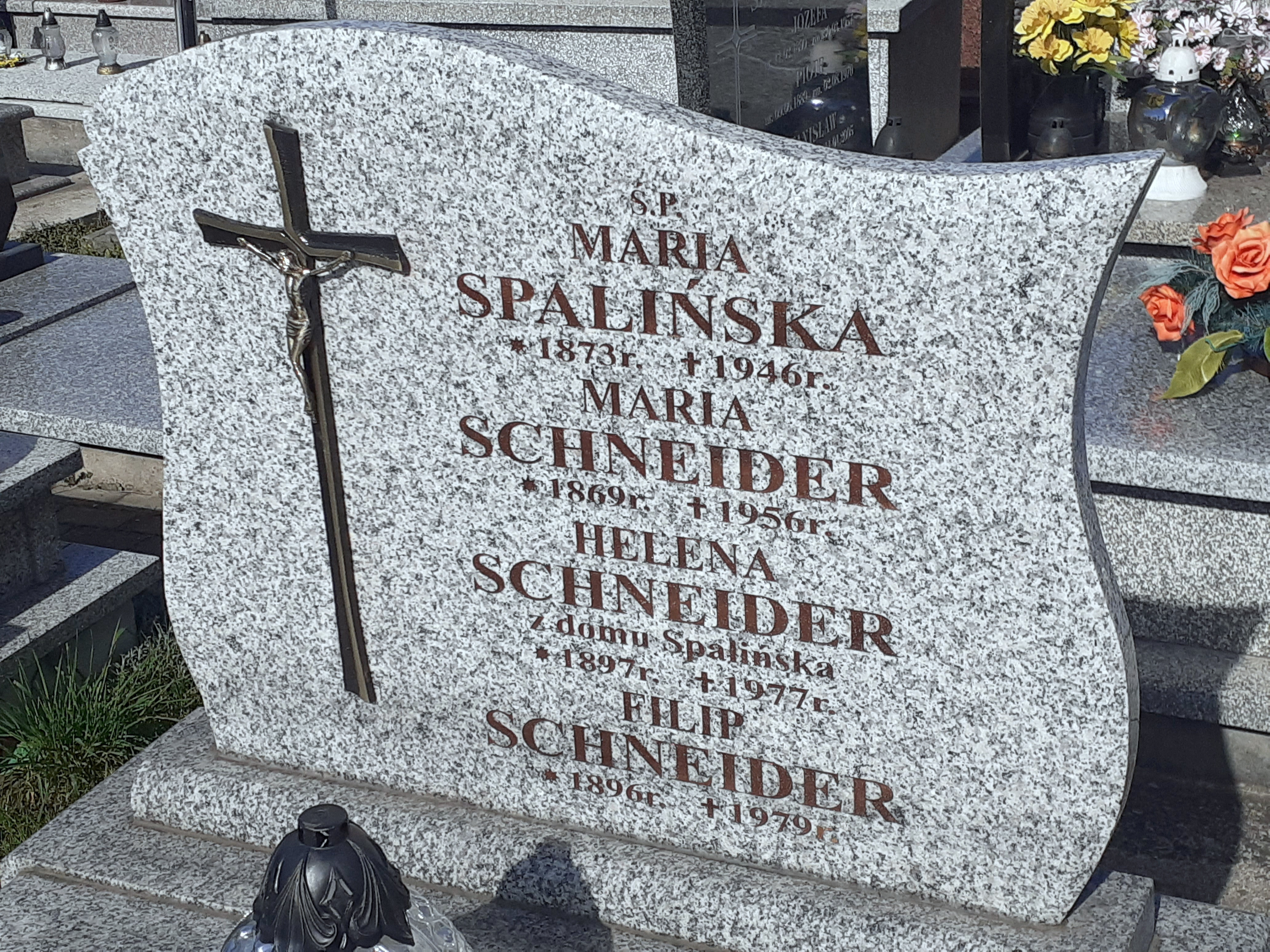
Grobowiec Schneiderów (2021)

Pamięci Filipa Schneidera oraz innych założycieli klubu Stal Sanok została zadedykowana publikacja pt. 55 lat klubu sportowego „Stal” Sanok 1946-2001 z 2001.

## Odznaczenia i wyróżnienia
- Krzyż Obrońców Węzła Zagórskiego
- Odznaka Honorowa „Orlęta”
- Gwiazda Przemyśla
- Krzyż Polskiej Organizacji Wojskowej
- Odznaka Obrońców Kresów Wschodnich
- Krzyż Wolności[potrzebny przypis]
- Krzyż Ochotniczy
- Medal Pamiątkowy za Wojnę 1918–1921
- Krzyż Kawalerski Orderu Odrodzenia Polski
- Złoty Krzyż Zasługi (uchwałą Prezydium Krajowej Rady Narodowej z 26 listopada 1946 za zasługi przy odbudowie i uruchomieniu Zjednoczonych Fabryk Maszyn „Kotłów i Wagonów” L. Zieleniewski i Fitzner – Gamper w Sanoku)[36][37]
- Srebrny Krzyż Zasługi (1955, za zasługi w pracy zawodowej w dziedzinie kolejnictwa)[38]
- Medal 10-lecia Polski Ludowej (uchwałą Rady Państwa z 21 lutego 1955 na wniosek Ministra Przemysłu Maszynowego)[39]
- Odznaka „Zasłużony dla Sanoka” (1976)[40]
- Dyplom wdzięczności (sierpień 1946, przyznany przez Zarząd Związku Zawodowego Robotników i Pracowników Przemysłu Metalowego)[41]